# Parafia Świętej Rodziny w Bińczu
Parafia pw. Świętej Rodziny w Bińczu – parafia należąca do dekanatu Czarne, diecezji koszalińsko-kołobrzeskiej, metropolii szczecińsko-kamieńskiej. Została utworzona 25 stycznia 1974 roku. Siedziba parafii mieści się w Bińczu pod numerem 56.

## Miejsca kultu

### Kościół parafialny
Kościół pw. Świętej Rodziny w Bińczu – świątynia zbudowana w 1761 roku jako obiekt szachulcowy. W rejestrze zabytków pod nr rej. A-167 z 26.03.1960.

### Kościoły filialne i kaplice
- Kościół pw. Matki Bożej Częstochowskiej w Raciniewie[1][2]
- Kościół pw. Podwyższenia Krzyża Świętego w Wyczechach[1][2]